# Deckwein
Deckwein bezeichnet einen sehr farbkräftigen Rotwein aus dunklen Rebsorten (Färbertrauben), der speziell zum Zweck der Farbverbesserung farbschwacher Weine, wie beispielsweise Portugieser oder Trollinger, angebaut wird.
Laut deutschem Weingesetz dürfen maximal 15 Prozent eines Weines, der mit einer bestimmten Rebsorte bezeichnet wird, von einer anderen Rebsorte stammen. Zumeist reichen aber 5 Prozent aus, um den Zweck der Farbverstärkung zu erfüllen.
Eine früher und auch heute noch häufig als Deckwein eingesetzte Rebsorte ist der Dornfelder. Inzwischen wird Dornfelder aber auch erfolgreich als eigenständiger Wein gekeltert.
Teinturier
Französische Bezeichnung für alle Deckweinsorten, die eigens gezüchtet wurden, um farbschwachen Rotweinen mehr Farbe zu geben. Basis der meisten Teinturier-Reben ist die dunkelfarbene Teinturier du Cher, die mit blassen Aramon eingekreuzt wurde und so die Sorte Petit Bouschet ergab. Der Petit Bouschet, die noch heute in Frankreich viel angebaut wird, wurde dann in zahlreichen Versuchen weiter zur Teinturier-Traube eingekreuzt.